# Trox spinulosus
Trox spinulosus es una especie de escarabajo del género Trox, familia Trogidae. Fue descrita científicamente por Robinson en 1940.
Se distribuye por la ecozona del Neártico. Habita en los Estados Unidos (Míchigan, Nebraska, Ohio, Kansas, Oklahoma, Texas, Arizona) y México. Se ha encentrado en nidos de ratón y en carroña.